# Hôtels de ville de Rouen
L'hôtel de ville de Rouen est le bâtiment qui héberge l'administration municipale de Rouen depuis 1800. 
Avant son installation dans l'ancien dortoir des moines de l'abbaye Saint-Ouen, l'autorité municipale rouennaise a siégé dans d'autres bâtiments situés sur le territoire. C'est l'importance accrue de l'administration qui a nécessité les transferts successifs de la mairie.

## Précédents hôtels

### Halle aux Marchands
À la suite de la charte communale de la ville qui date de 1144, puis vers 1160-1170 les Établissements de Rouen qui consignent les rapports entre le roi et la Commune de Rouen, constituée par des marchands, on peut supposer que la municipalité se soit dans un premier temps établie dans la Halle aux Marchands. Elle est attestée à partir de 1191-1192, et se trouvait au sud-ouest de l'église Saint-Éloi.

### Hôtel du Gros-Horloge

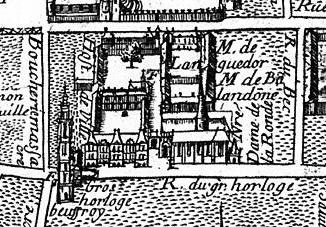
L'hôtel de ville par Gomboust en 1655.

En 1220, l’hôtel de ville auprès de l’actuelle rue du Gros-Horloge, sur le fief urbain de la famille de Leicester, situé au sud de la rue du Gros-Horloge, concédé par Philippe-Auguste. Il devait à l’époque occuper l’ancien manoir des Leicester. Un beffroi est édifié entre 1220 et 1251, symbole de la puissance communale. Elle jouxtait la porte Massacre. Elle abritait deux cloches : la Cache-Ribaud, 1 900 kg, fondue en 1251-1252 et la Rouvel, 1 200 kg, fondue en 1258-1259.
En 1352, la commune acquiert, au nord de la rue du Gros-Horloge, la propriété de la famille Du Chastel. Cet ensemble était compris grossièrement entre la rue aux Juifs, la rue du Gros-Horloge, la rue Massacre et le passage de la rue du Gros-Horloge à la rue aux Juifs. La partie donnant sur la rue du Gros-Horloge est achetée en 1490 aux héritiers de la famille. C'est à cet emplacement que sera construit le bâtiment de Jacques Gabriel. À cette époque et jusqu'à la Révolution, l'hôtel commun ou hôtel de ville réside dans le manoir des Du Chastel.

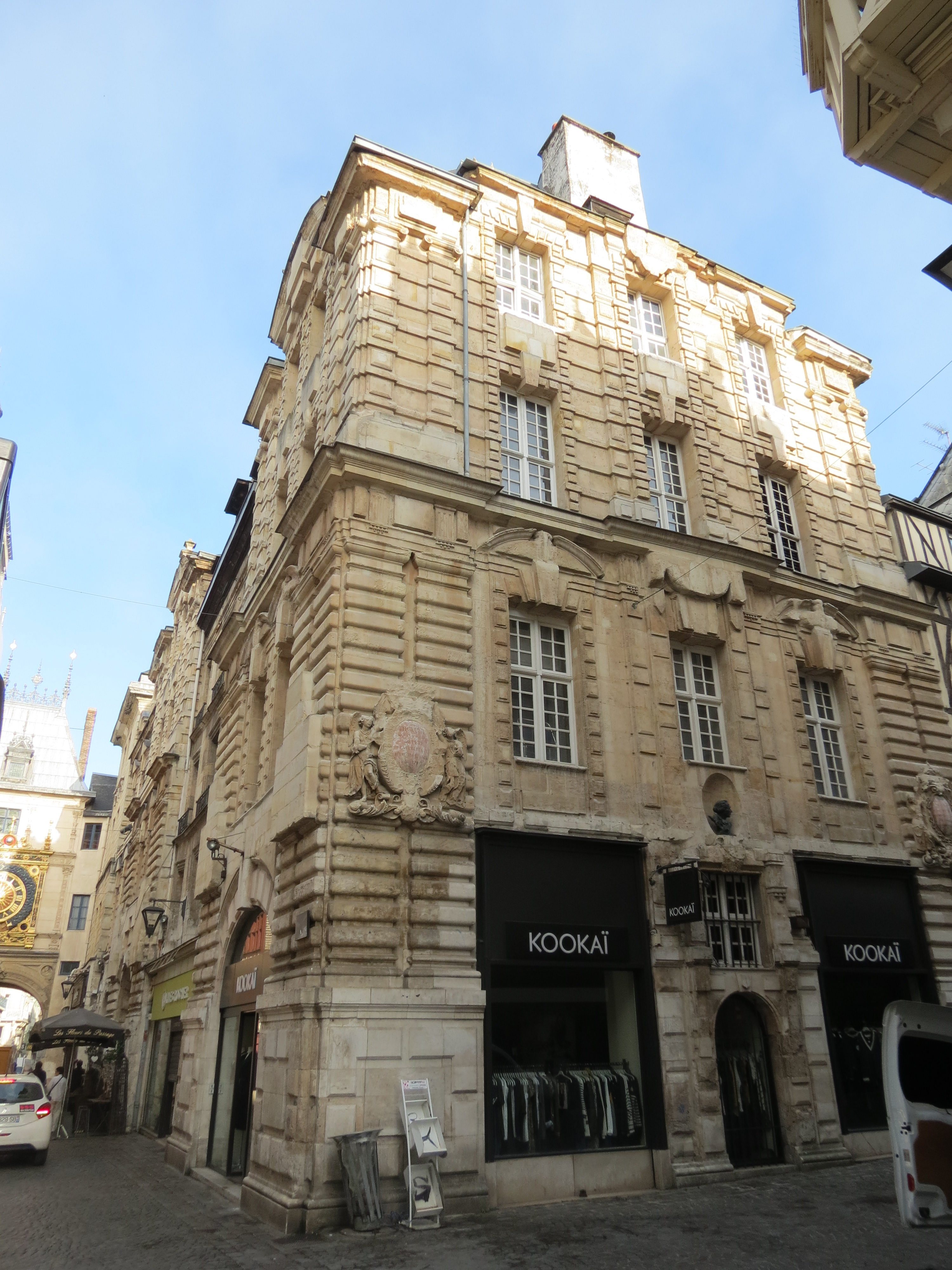
L'édifice vu depuis la rue du Gros-Horloge.

En 1382, à la suite de la révolte de la Harelle, Charles VI fait raser le beffroi, et la Commune est abolie. Toutefois l'administration qui s'occupe des affaires de la ville a toujours besoin d'un local où se réunir et travailler. L’année suivante, les bourgeois de Rouen décident la construction d'une horloge à l'emplacement de l'ancien beffroi. Le bailli et le roi accèdent à la requête en 1389. Une tour est construite à l'emplacement, afin d'abriter le mécanisme de l'horloge. Cette réalisation, de 1389 à 1398, est due à Jehan de Bayeux. L'horloge est achevée dès 1389, œuvre de Jourdain Delettre et Jean de Felain. En 1410, deux cadrans sont posés sur la porte Massacre, qui relie la tour à l'hôtel de ville. En 1527, la porte Massacre est démolie pour être remplacée par une arche surmontée d'un pavillon, où sont apposés les cadrans. L'édifice est achevé en 1529.
Édifice gothique, trop petit et qui menace ruine en 1606, l'hôtel de ville est reconstruit à partir de juin 1607, par Jacques I Gabriel, sur les caves gothiques du précédent édifice. Il est dans un style florentin en pierre à bossage. Le rez-de-chaussée, formé d’une série d’arcades, était occupé par des boutiques.
En 1738, l’hôtel de ville s’étend entre la rue du Gros-Horloge et la rue aux Juifs. Il est organisé autour de cours, dont les accès se font par un passage sous l’arche du Gros-Horloge, depuis 1705, par Jacques Monthieu et par le passage de la rue du Gros-Horloge à la rue aux Juifs (rue Thouret aujourd’hui).
Toutefois, dès le XVIIIe siècle, les lieux sont à nouveau à l’étroit. 
Le bâtiment est vendu en 1796 à différentes personnes pour la somme de 72 000 livres. Les façades de l'ancien hôtel de ville ont été inscrits au titre des monuments historiques par arrêté du 15 avril 1966.
La façade côté rue du Gros-Horloge est restaurée en 1982.

### Projet
Pour résoudre le problème de place, un projet de construction d’un nouvel hôtel de ville est décidé, suivant les plans d’Antoine Mathieu Le Carpentier. Celui se trouve à l’ouest de la ville, devant la place du Vieux-Marché, sur l’axe menant de la cathédrale à l’Hôtel-Dieu. Il prévoit un réaménagement de la place du Vieux-Marché en place royale, dont la géométrie est retravaillée, avec en son milieu une statue de Louis XV. De l’autre côté, il est prévu la création de jardins et d’une place du Luxembourg. Les travaux commencent en 1758, mais sont interrompus en 1765, faute d’argent.
Il reste des fondations dans la rue Thomas-Corneille. La maquette en chêne, réalisée en 1758 par Drouin, pour la présenter au roi Louis XV et obtenir son accord, est exposée au musée des beaux-arts.

### Hôtel de la Première Présidence
Construit de 1717 à 1721 par l’architecte Martinet, l’hôtel de la Première Présidence  accueille de janvier 1791 à mai 1800 les bureaux de la mairie.
Détruit le 25 août 1944, il subsiste aujourd'hui de cet hôtel le portail rue Saint-Lô, qui donne accès à la terrasse de l’espace du Palais.

## Actuel hôtel de ville

### Histoire

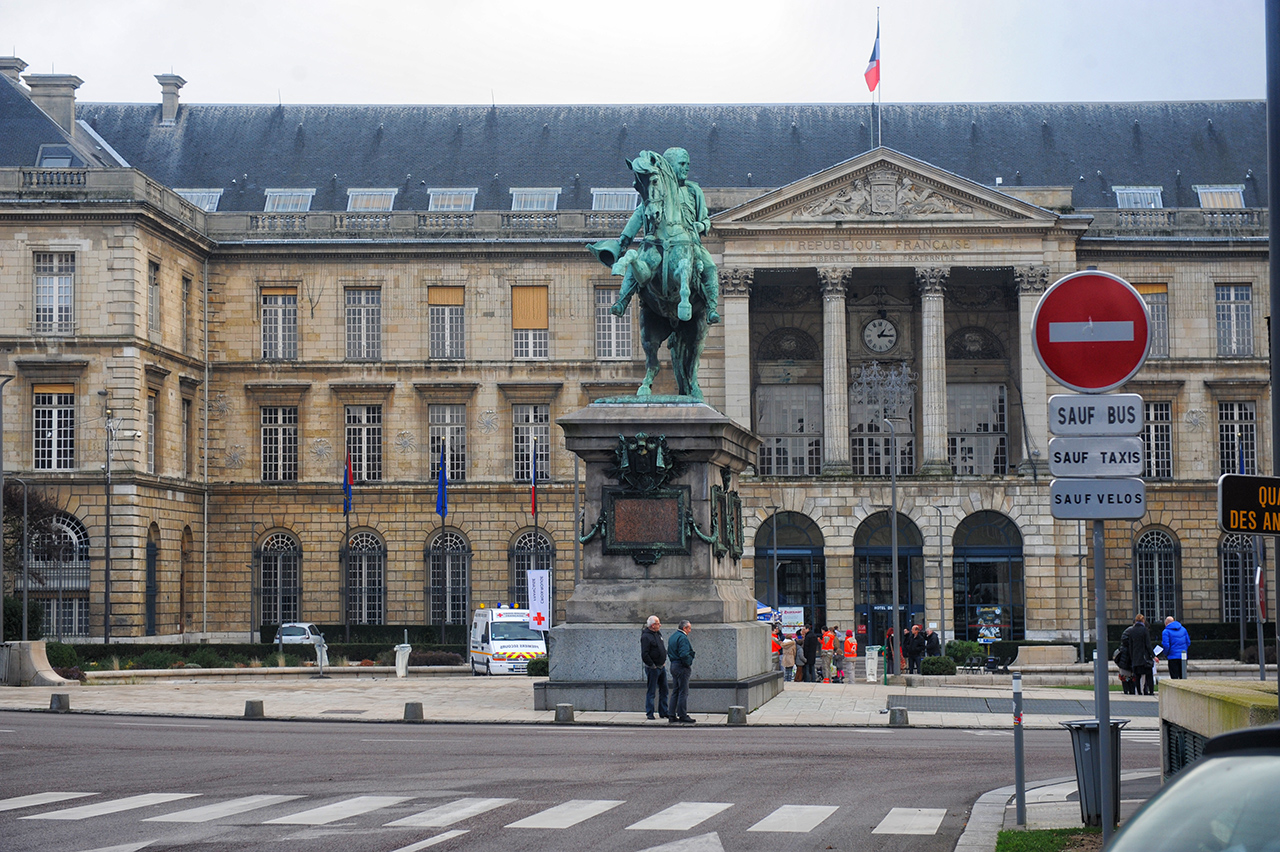
L'actuel hôtel de ville, vu depuis la place du Général-de-Gaulle.

L’hôtel de ville s’installe le 30 mai 1800 dans l’ancienne abbaye Saint-Ouen, désaffectée depuis novembre 1790. Le bâtiment est l’ancien dortoir des moines, au nord, perpendiculaire à l’abbatiale, réalisé par les architectes rouennais Defrance et Le Brument. Des bâtiments de l’abbaye sont détruits pour l’aménagement d’une place devant le nouvel hôtel de ville. En 1825, l’édifice est transformé sous la direction de l'architecte départemental Charles-Félix Maillet du Boullay, pour qu’il réponde à sa nouvelle fonction. C’est un édifice composé de deux étages, deux ailes et d’un péristyle central, qui constitue au rez-de-chaussée le vestibule d’honneur, surmonté d’une loge à colonnade et couronné par un fronton, auquel est apposée une horloge. La façade côté jardin n’a pas été modifiée.
Pendant plusieurs années, le deuxième étage a abrité le muséum et la bibliothèque, avant qu’ils ne soient transférés dans de nouveaux locaux.
L'édifice étant incendié dans la nuit du 30 au 31 décembre 1926, les archives de la période 1800-1926 sont brûlées. Seules la salle des mariages et celle du conseil municipal sont épargnées par les flammes. De nombreux tableaux et statues dont celle de Louis XV sont sauvés des dommages. L'architecte Edmond Lair reconstruit l'édifice en 1928.
En juin 1940, la Feldkommandantur 517 occupe l'hôtel de ville. Les bombardements pendant la Seconde Guerre mondiale n'épargnent pas la nouvelle construction. Le 19 avril 1944, l'escalier sud est complètement détruit par une bombe. Cela n'empêche pas les Rouennais de hisser le drapeau tricolore au fronton de l'hôtel de ville le jour de la Libération.
En 1960, le développement de la ville nécessite de repenser les salles du conseil municipal et des commissions attenantes, ainsi que la galerie qui les dessert. Le conseil municipal du 3 octobre 1960 décide les travaux sur la base du projet présenté par l'architecte d'intérieur Maxime Old. La maîtrise d’œuvre de la réalisation lui est confiée. Il fait appel à d'autres artistes : Jean-Pierre Demarchi pour les médaillons de la salle du Conseil, Raoul Ubac pour les tapisseries de la galerie.

### Protection
La façade sur le jardin, ainsi que la couverture, fait l'objet d’une inscription au titre des monuments historiques depuis le 18 février 1948.

### Au cinéma
La façade et l'intérieur de l'hôtel de ville sont visibles dans le film Adieu poulet, de Pierre Granier-Deferre (1975).

## Galerie

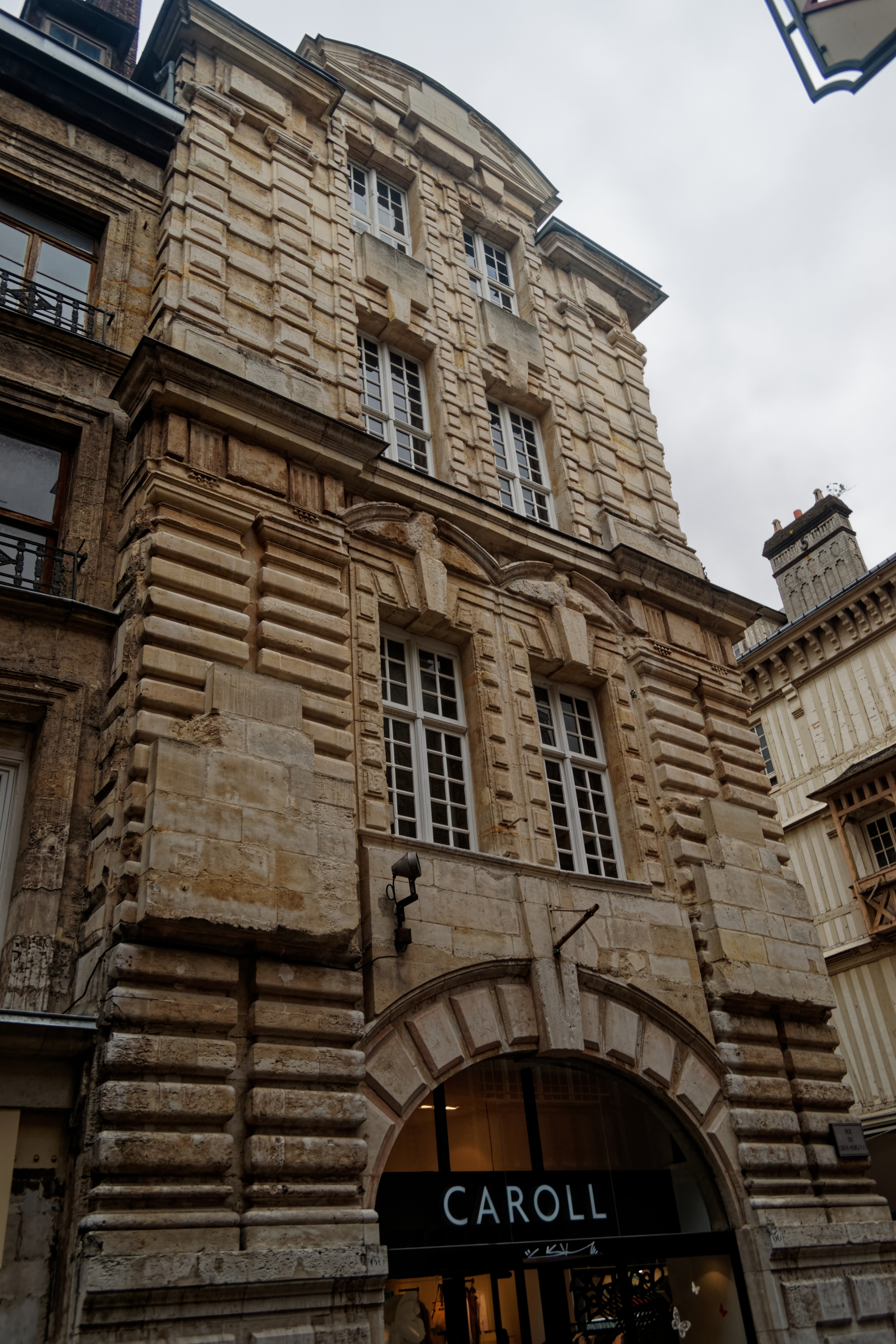
L'ancien hôtel de ville, rue du Gros-Horloge.
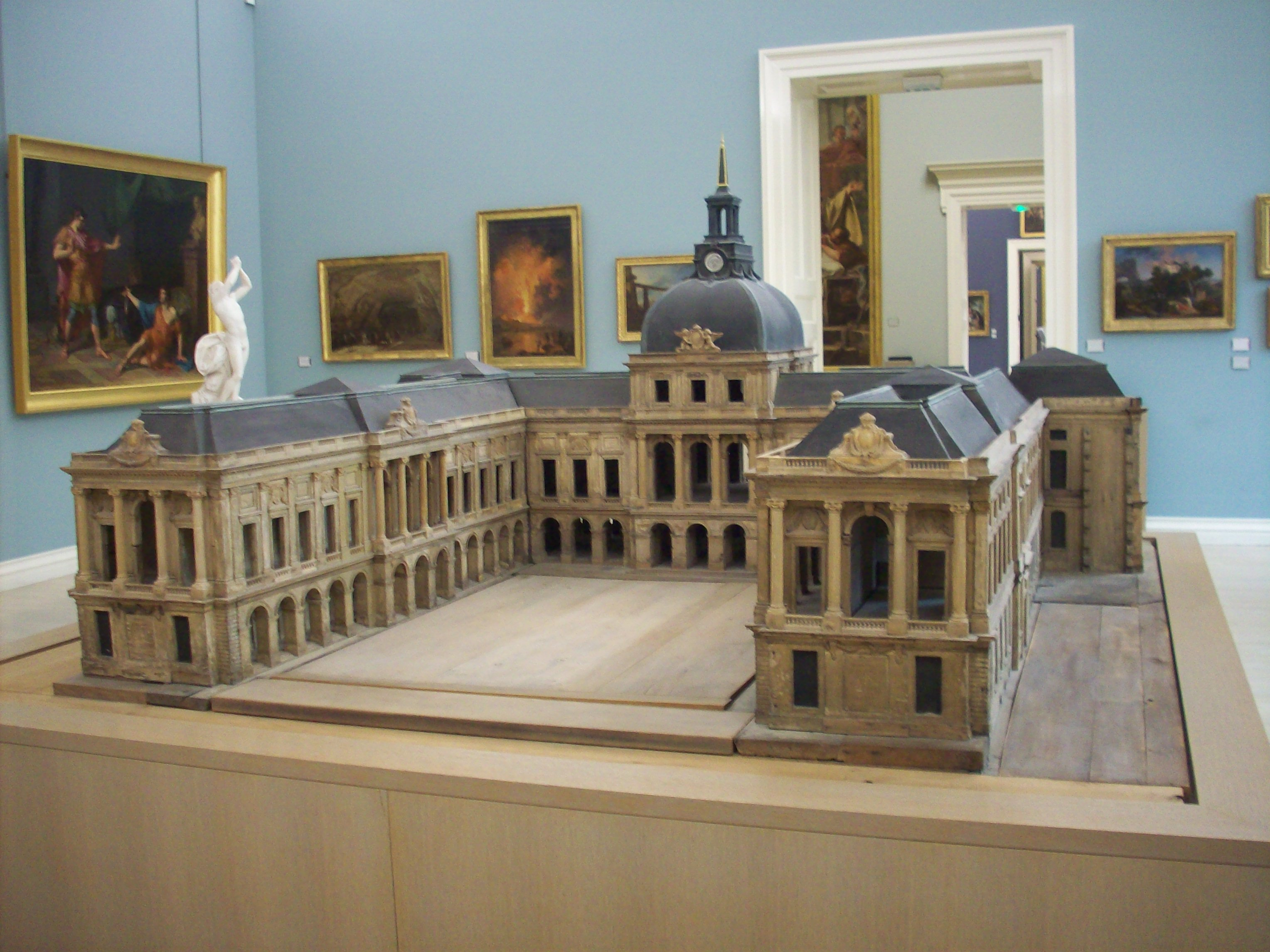
Maquette de l'Hôtel de ville d'Antoine Mathieu Le Carpentier, exposée au musée des Beaux-Arts.
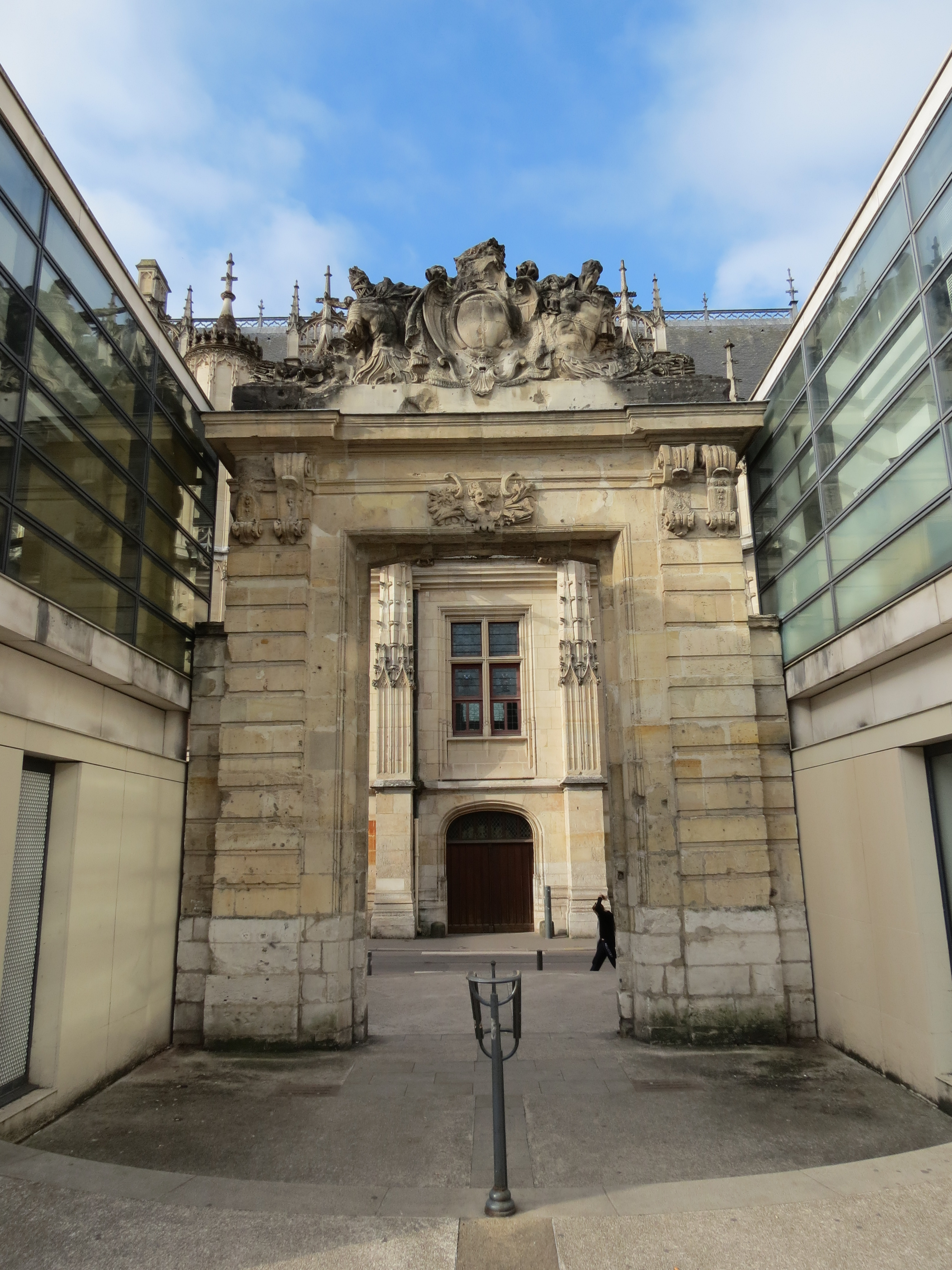
Portail de l'hôtel de la Première Présidence.
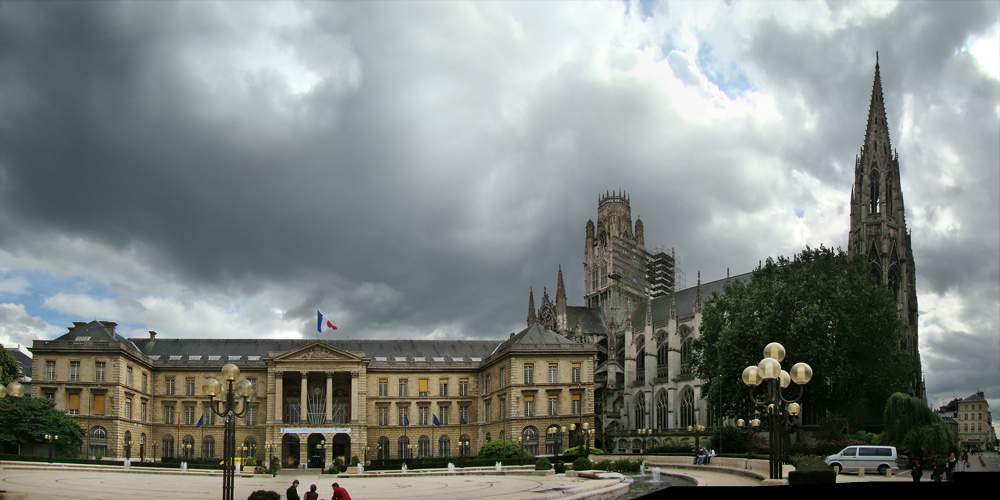
Hôtel de ville de Rouen (à gauche) et Abbatiale Saint-Ouen (à droite).
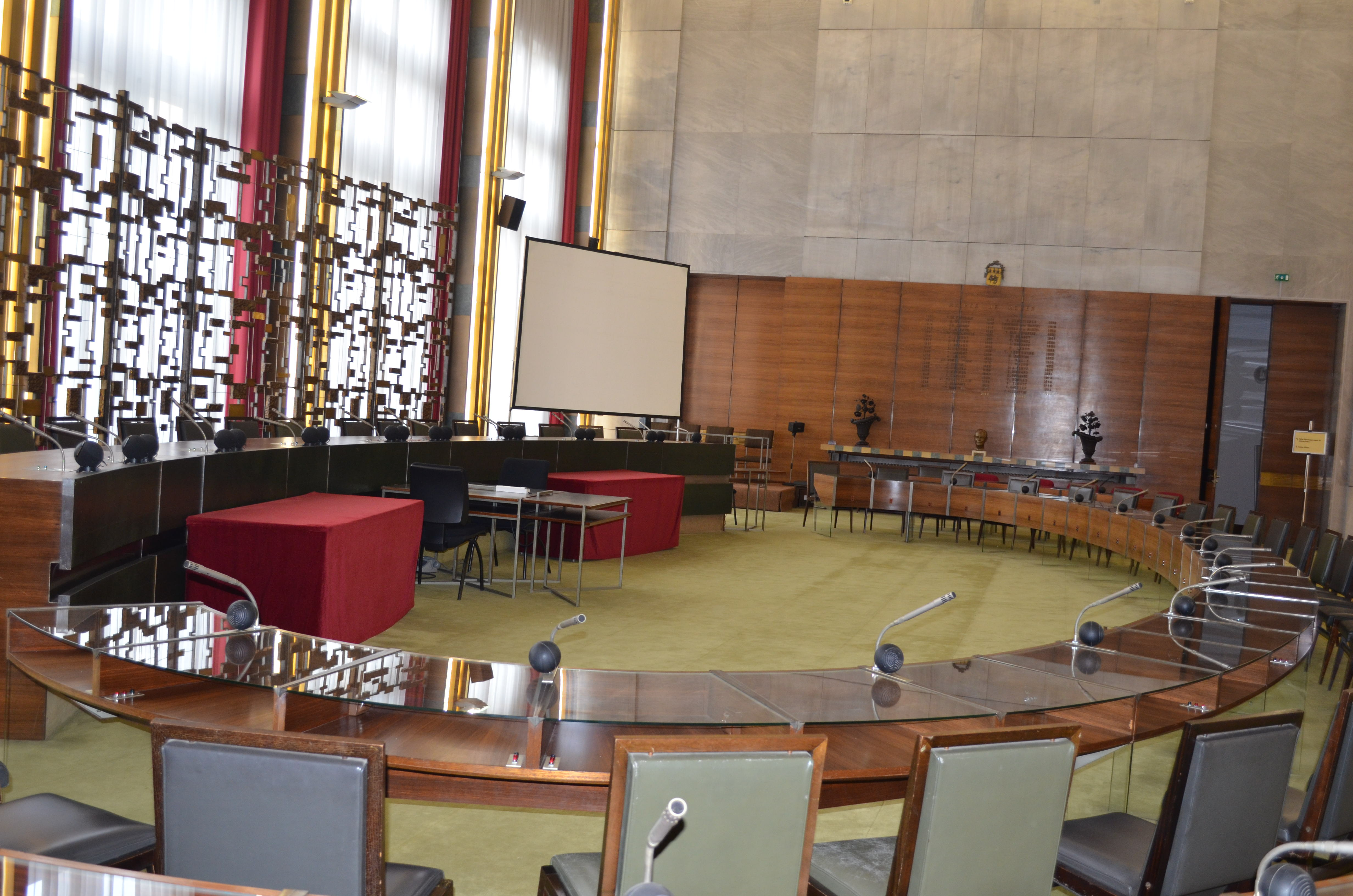
Salle du conseil municipal de l'hôtel de ville conçue par le décorateur Maxime Old.
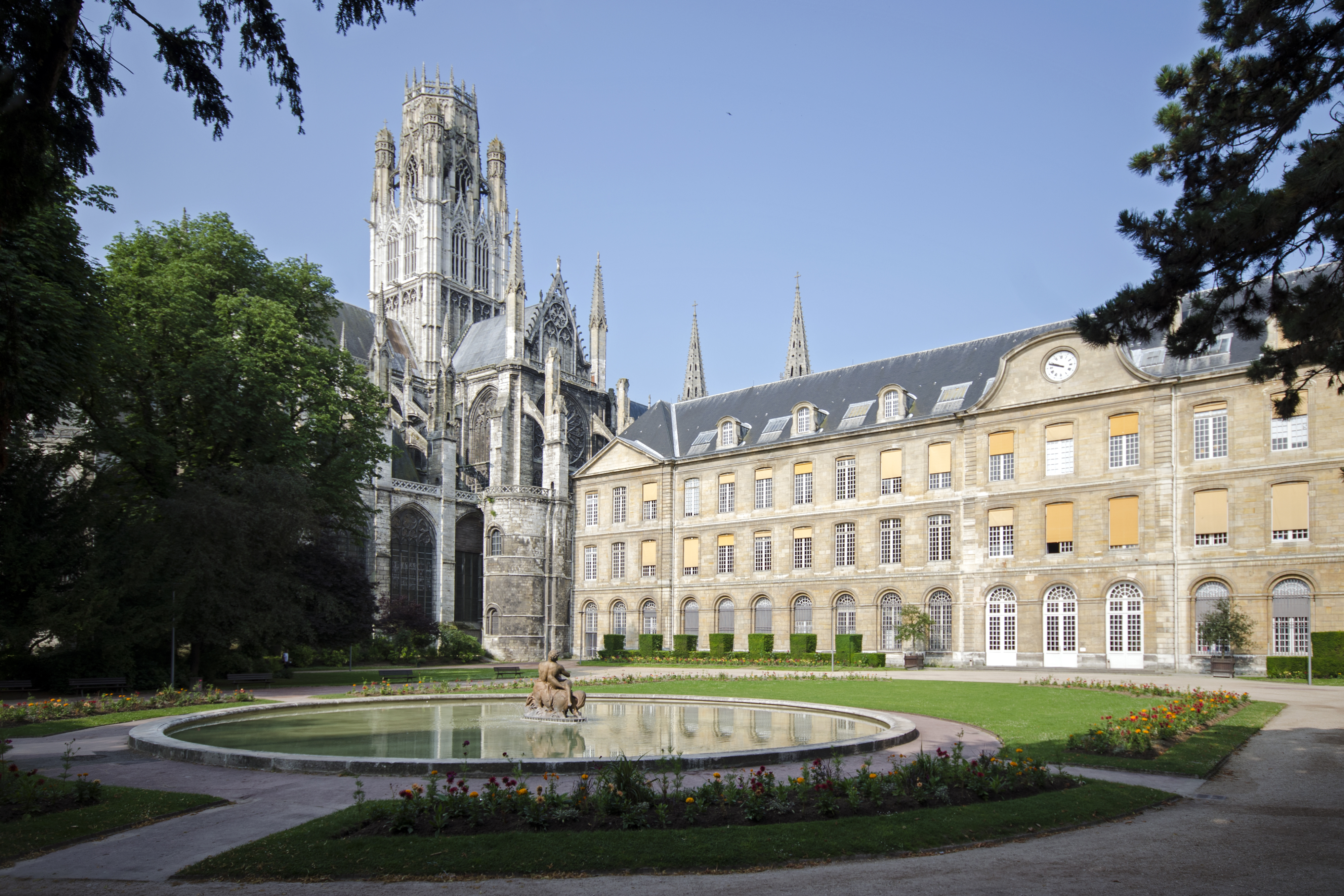
L'hôtel de ville depuis les jardins.
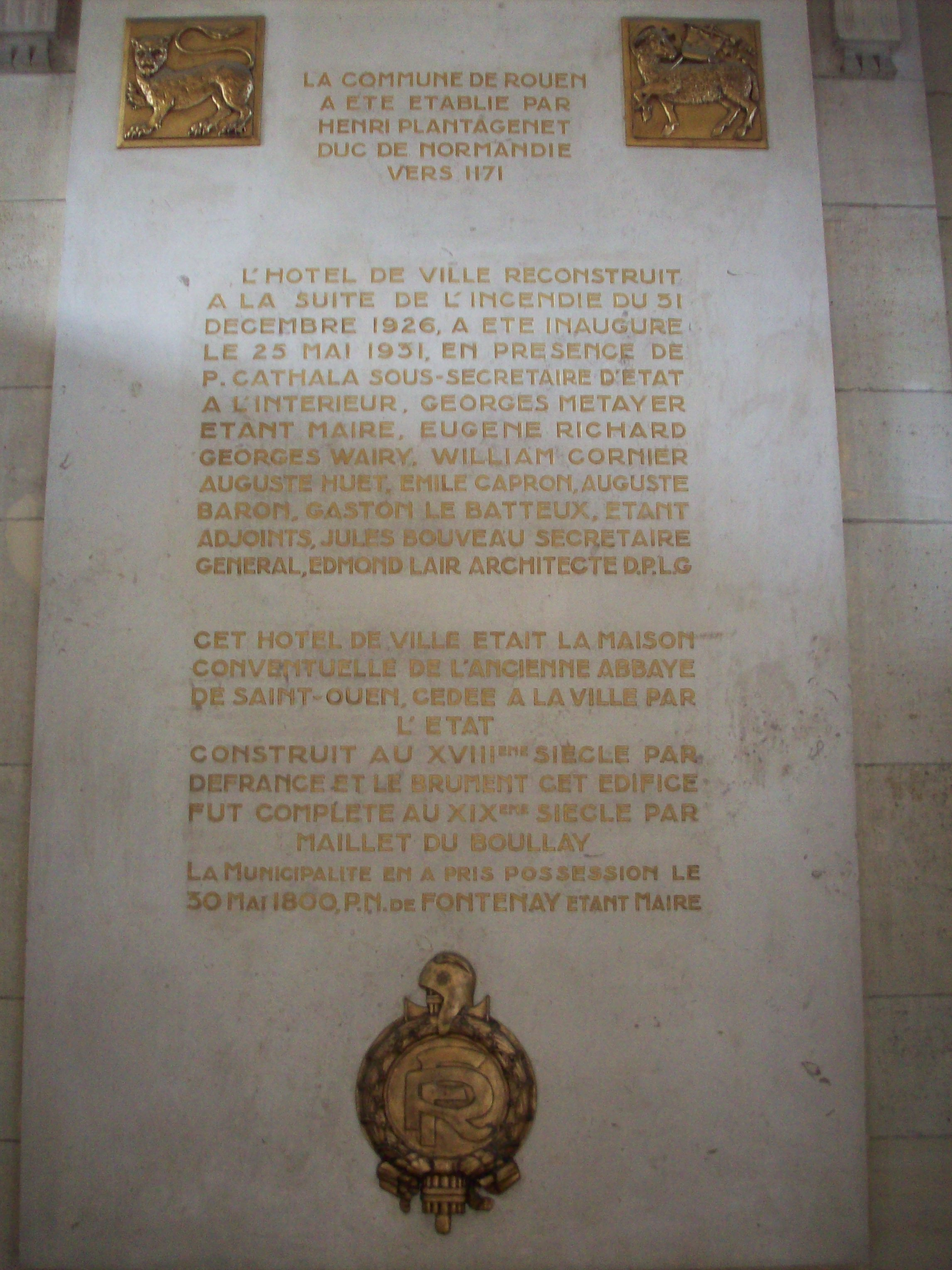
Plaque commémorative de la reconstruction de l'hôtel de ville.
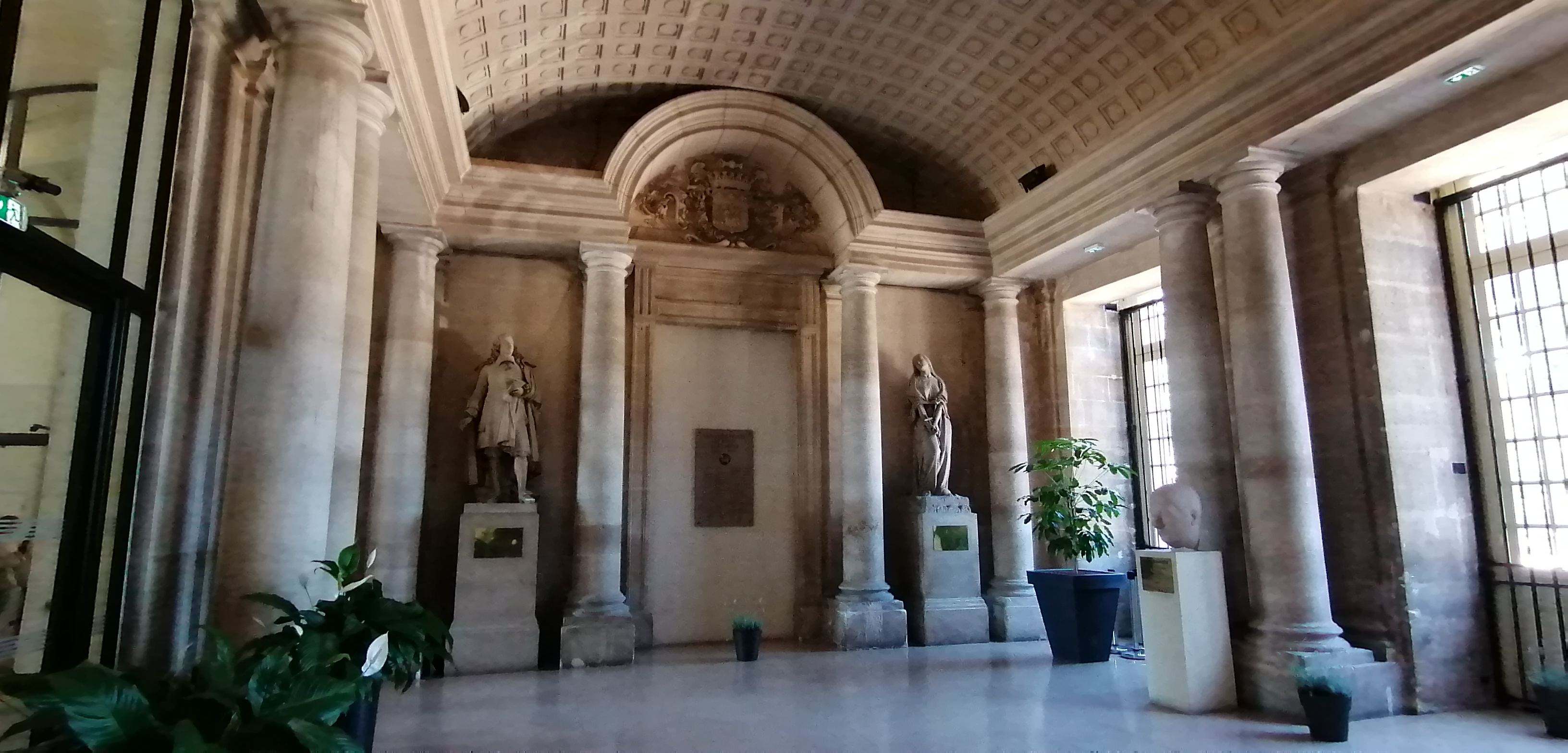
Au bas du grand escalier de l’Hôtel de Ville de Rouen, les statues de Corneille (Cortot, 1822) et de Jeanne d’Arc.
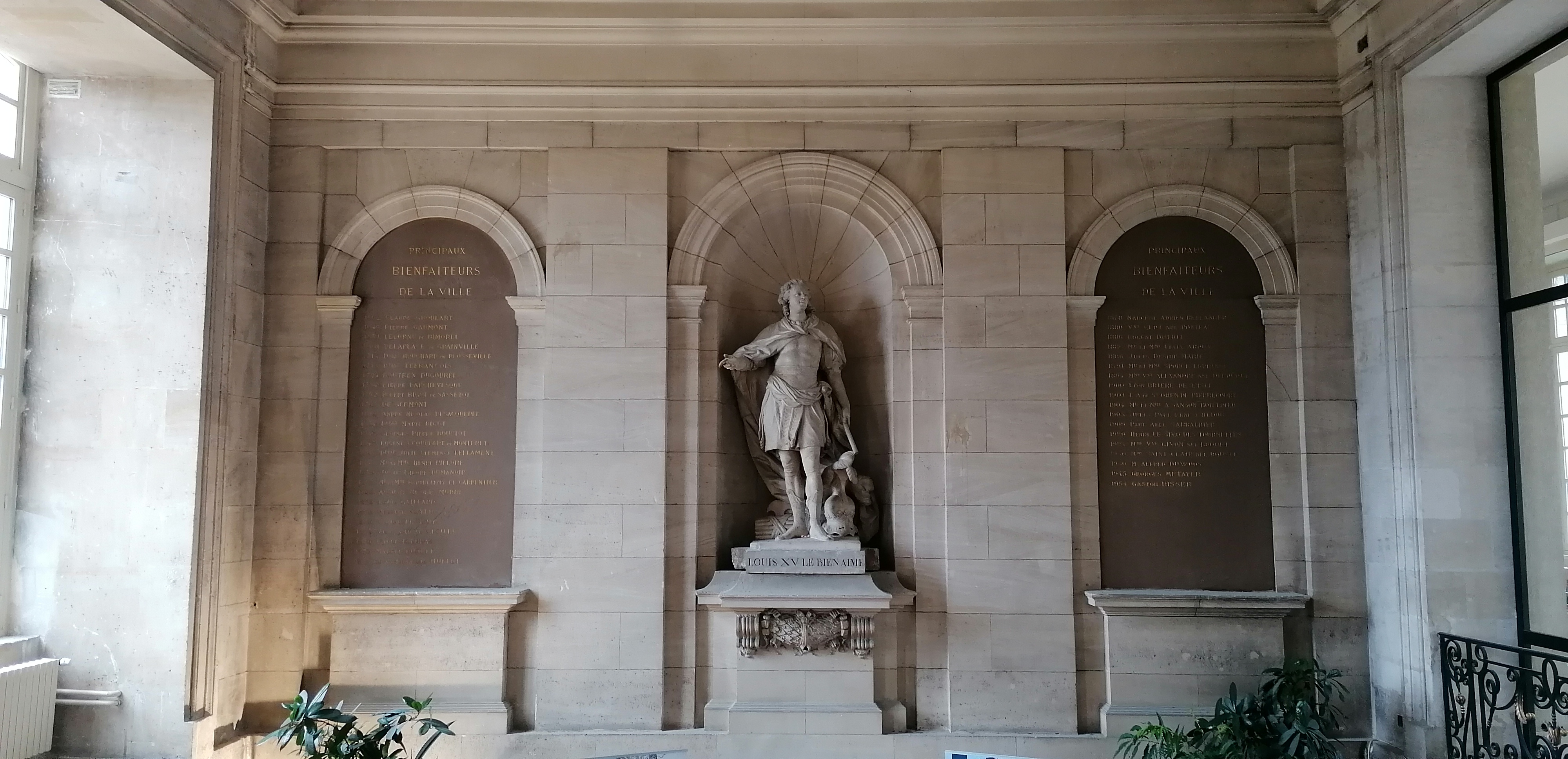
Statue intitulée Louis XV le Bien-Aimé, située sur le premier palier de l’escalier d’honneur de l’Hôtel de Ville de Rouen.
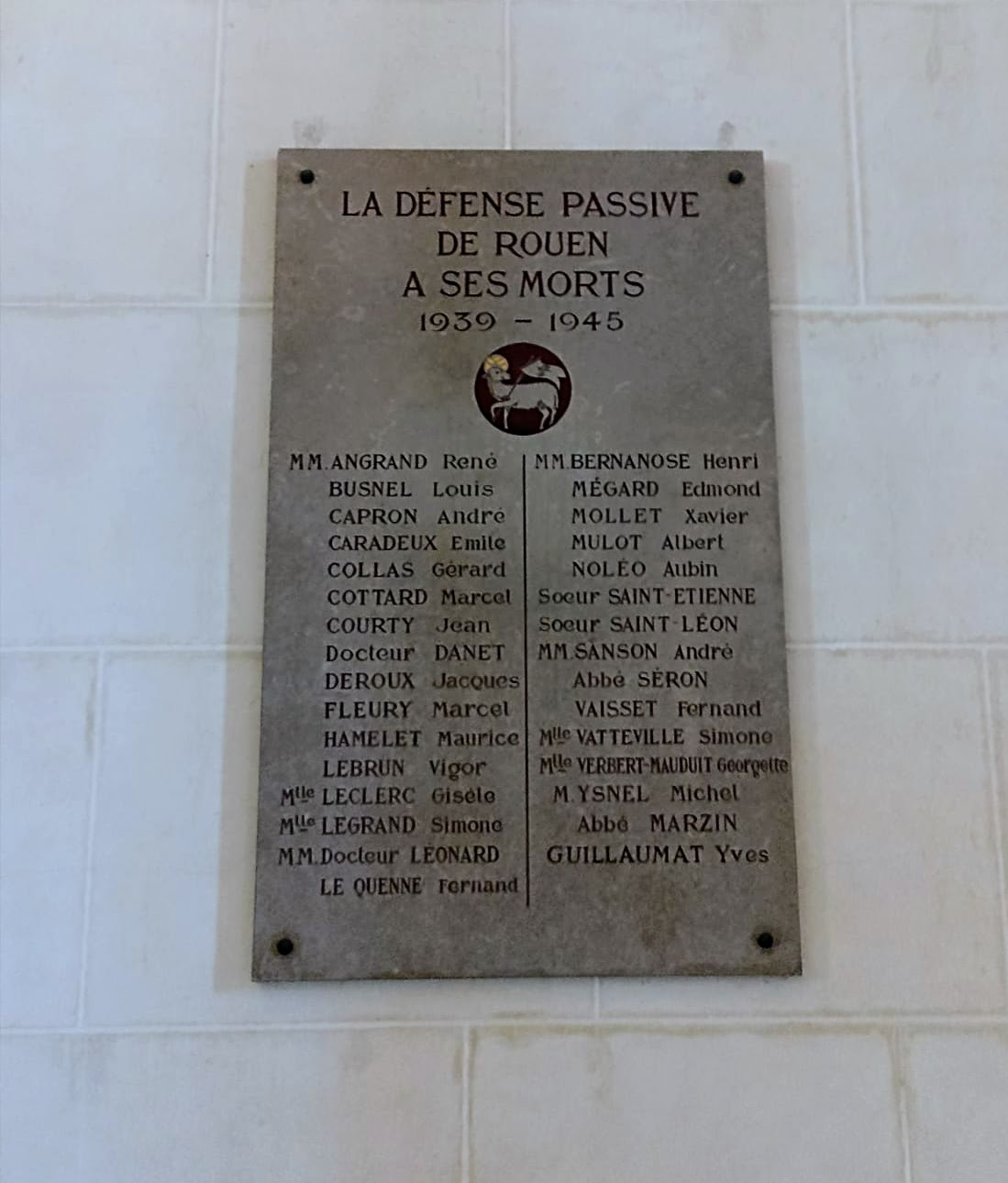
Située entre les statues de Jeanne d’Arc et de Corneille, sur l’ancienne porte d’accès à la Grande Salle de l’Hôtel de Ville, aujourd’hui murée.
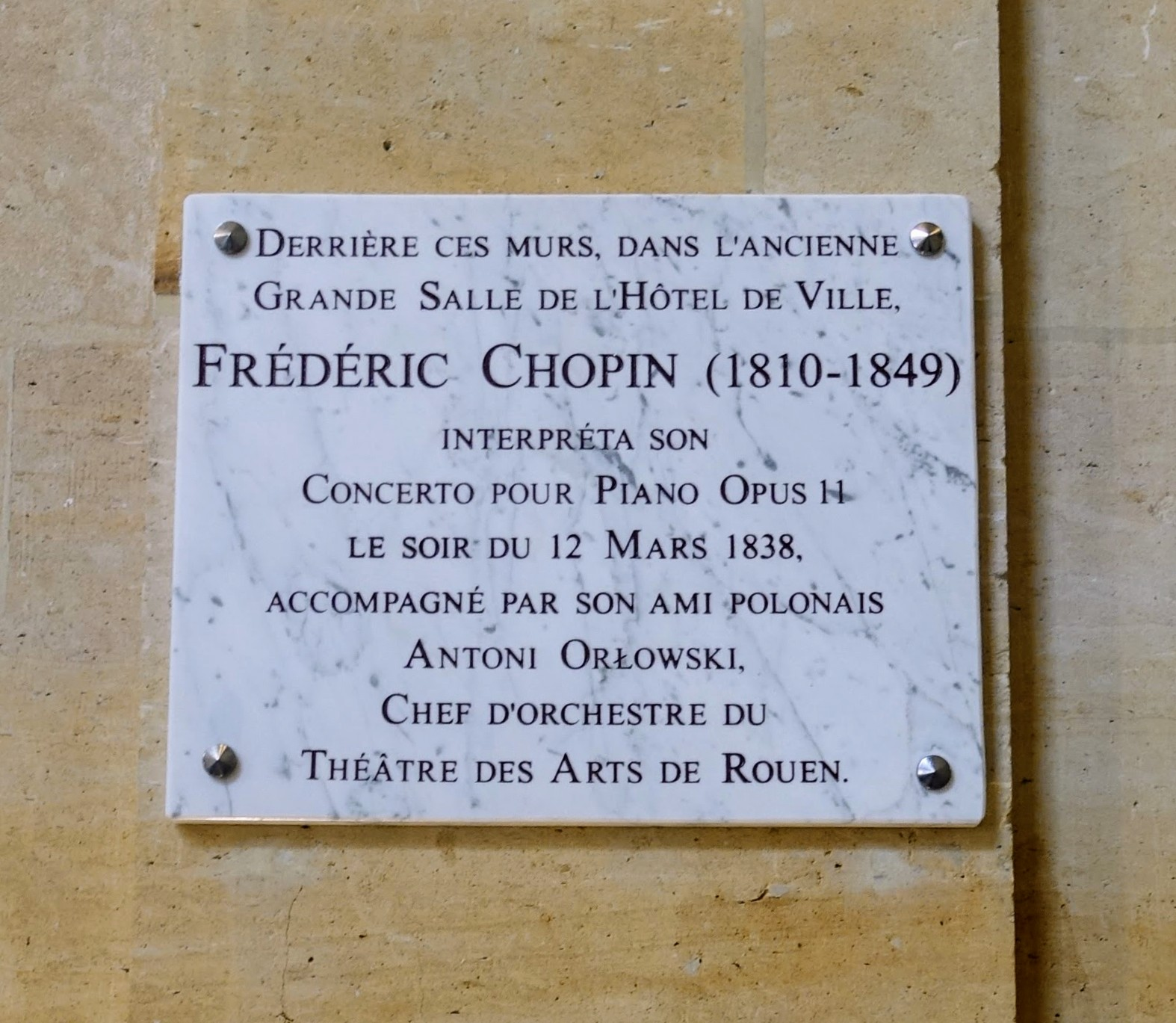
Plaque commémorative en marbre en hommage au concert de Frédéric Chopin à Rouen en 1838, inaugurée le 20 septembre 2024.